# Mihai Tudose
Mihai Tudose (Brăila, 6 maart 1967) is een Roemeense politicus van de sociaaldemocratische PSD. Van 29 juni 2017 tot en met 15 januari 2018 was hij premier van Roemenië. Daarnaast was hij onder meer parlementslid namens het district Brăila (2000–2019) en tweemaal minister van Economie. Sinds 1 juli 2019 is hij lid van het Europees Parlement.

## Politieke carrière
Mihai Tudose begon zijn politieke carrière in 1992, als lid van het Democratisch Front voor Nationale Redding van Ion Iliescu, de voorloper van de PSD. In 2000 werd hij namens het district Brăila verkozen tot parlementslid in de Kamer van Afgevaardigden. Hij is tot tweemaal minister van Economie geweest, eerst in het vierde kabinet van Victor Ponta (2014–2015) en daarna in het kabinet van Sorin Grindeanu (2017). In 2015 werd hij vicevoorzitter van zijn partij. 
Op 26 juni 2017 werd Tudose door de PSD voorgedragen als premier, nadat Grindeanu door de partij was afgezet. De regering van Tudose ging aan de slag met de hervorming van de belastingwet en het strafrecht. Evenals zijn voorganger Grindeanu werd voornamelijk via noodwetten geregeerd waarbij het parlement buitenspel werd gezet. Nadat Tudose al vaker in aanvaring was gekomen met andere leden van de partij, kwam het in januari 2018 tot een conflict met de minister van Binnenlandse Zaken Carmen Dan over het ontslag van de hoofdcommissaris van politie. Op 15 januari 2018 stapte Tudose op nadat gebleken was dat de partij het vertrouwen in hem wilde opzeggen.
Na zijn ontslag als premier uitte hij steeds meer kritiek op de partijleiding. Hij stapte op 29 januari 2019 over van de PSD naar PRO Roemenië van Victor Ponta (voormalig PSD-premier). In mei van dat jaar kreeg hij een hartaanval. Voor PRO Roemenië stond hij derde op de lijst voor de Europese verkiezingen van 2019. Nadat lijsttrekker Victor Ponta zijn zetel opgaf, nam Tudose zitting in Europees Parlement. Desondanks raakten de twee in onmin met elkaar. Tudose onderhandelde, na de val van het kabinet-Dăncilă, met zowel de PNL als de PSD, tegen de zin van partijleider Ponta. Op 2 december 2019 stapte Tudose uit PRO Roemenië. Hij keerde vervolgens op 8 januari 2020 weer terug naar de PSD om daar campagneleider te worden voor de regionale verkiezingen.
In 2016 gaf hij zijn doctorstitel op, nadat hij werd beschuldigd van plagiaat. Deze titel verkreeg hij aan de Academie SRI. Ook moest hij zijn positie als docent aan de Nationale Academie voor Inlichtingen "Mihai Viteazul" (ANIMV) opgeven.